# هيروتو موجي
هيروتو موجي (باليابانية: 茂木 弘人) (مواليد 2 مارس 1984)، هو لاعب كرة قدم ياباني سابق كان يلعب كمدافع.

## وصلات خارجية
- هيروتو موجي على موقع الاتحاد الدولي (مؤرشف)  (الإنجليزية)
- هيروتو موجي على موقع رابطة كرة القدم اليابانية للمحترفين (اليابانية)
- هيروتو موجي على موقع قاعدة بيانات كرة القدم.إي يو (الإنجليزية)
- هيروتو موجي على موقع Soccerway.com (الإنجليزية)
- هيروتو موجي على موقع عالم كرة القدم.نت (الإنجليزية)
- هيروتو موجي على موقع كووورة